# Tocayo
Los tocayos, homónimos o colombroños son personas que poseen el mismo nombre, escrito de la misma manera.

## Origen
El origen de esta palabra en castellano es discutido. No hay testimonios de la misma anteriores al siglo XVIII (Corominas indica como fecha 1749, pero hay una mención anterior de Stevens, en 1706). Al respecto existen dos teorías, a saber: de origen latino, a partir de una locución, o de origen náhuatl. En ruso existe la palabra тёзка con el mismo significado. Aunque resulta difícil suponer un origen común, puesto que el ruso parece tomarla del eslavo eclesiástico (тьзъ).  
La primera de las mencionadas, recogida solo como probable por Joan Coromines, lo deriva de una locución latina: Ubi tu Gaius, ibi ego Gaia (‘Donde tú (seas llamado) Cayo allí yo (seré llamada) Caya’), frase que según Plutarco la esposa decía al esposo durante la ceremonia nupcial. Corominas supone que los estudiantes que iniciaban un galanteo con una muchacha de su mismo nombre de pila usaban la expresión como un cultismo. A partir de allí, el vocablo sería adoptado por otras personas, quienes no entenderían la alusión y lo aplicarían a todos los casos de homonimia.
La segunda sostiene que proviene del náhuatl, tōcāyoh (“quien tiene un nombre”), de tōcāitl (“nombre”), palabra que en su forma posesiva deriva en notōca (“mi nombre”) y de allí en notōcāyoh (“uno que tiene mi nombre”). Los que defienden esta etimología indican que se utiliza para indicar el parentesco en la tradición nahua. Otros autores señalan el posesivo de la palabra tocaitl se construye añadiendo el sufijo -e quedando tocaye como "el que tiene nombre". Esta forma es la que señala Alonso de Molina en su Vocabulario en lengua castellana y mexicana del siglo XVI, uno de los testimonios más antiguos que se conservan de la lengua nahuatl. Acerca de la voz tocaye, dice: "Persona que tiene nombre o claro en fama y honra o encumbrado en dignidad".
Coromines se opone a esta teoría sosteniendo que la documentación más antigua sobre su uso proviene de España y agrega que "tocaitl" significa simplemente 'nombre'. en el mismo sentido se pronuncia José G. Moreno de Alba, de la Academia Mexicana de la Lengua, pero dejando abierta la cuestión y sin discutir la etimología nahuatl. Por su parte, Cecliio Robelo, de la misma Academia, indica que la procedencia nahuatl es indudable, señalando que la etimología latina es puramente especulativa. En el Fichero General de la RAE, se recogen etimologías (algunas anteriores a Coromines) que indican el origen nahuatl del vocablo.